# Waymo

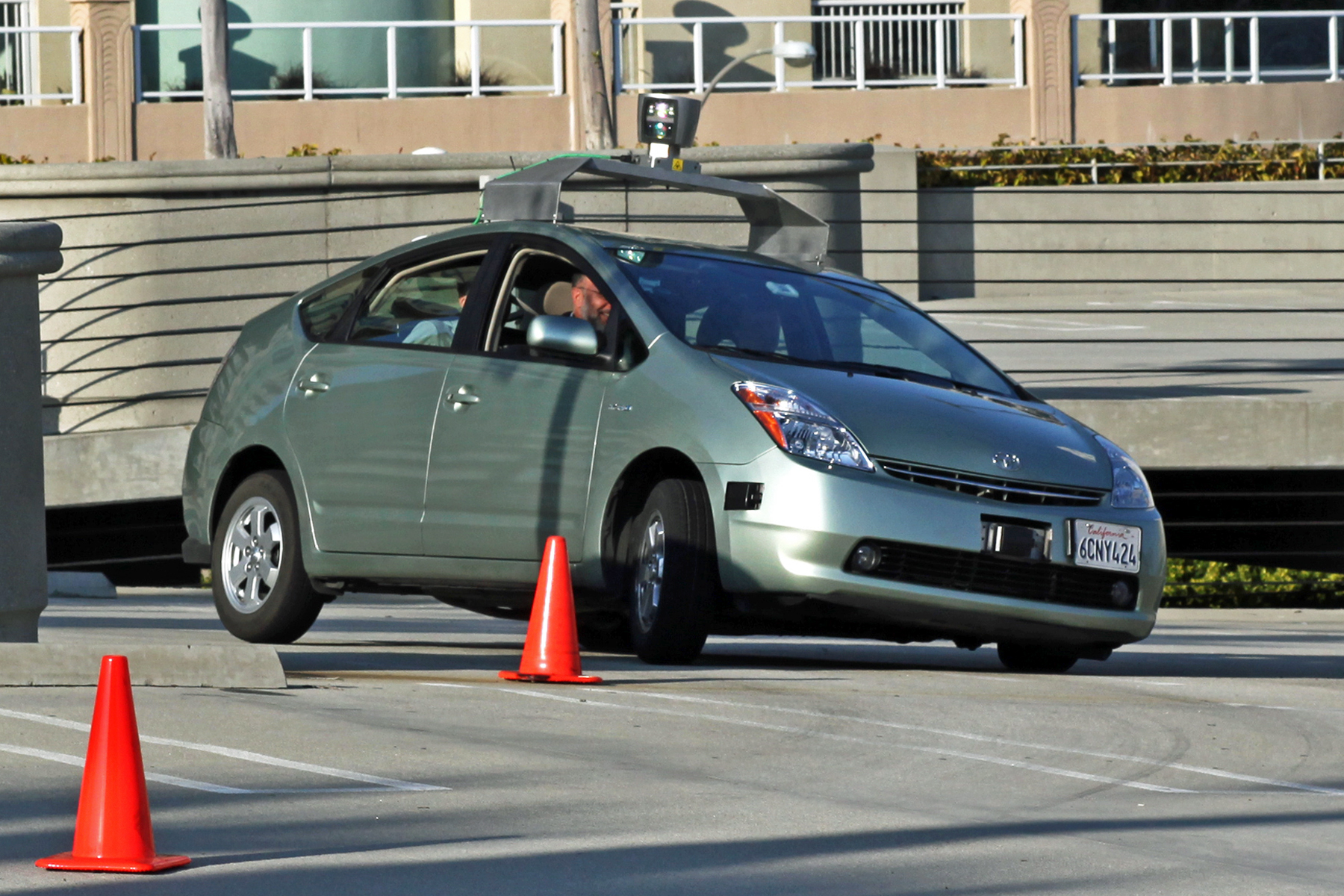
Toyota Prius omgebouwd tot autonoom voertuig

Waymo LLC, vroeger bekend als Google Driverless Car, is een project van Google dat draait om de ontwikkeling van technologie voor zelfrijdende auto's. Het project wordt geleid door Google-ingenieur Sebastian Thrun, directeur van het Stanford Artificial Intelligence Laboratory en mede-uitvinder van Google Street View. Zijn team ontwikkelde een computergestuurd voertuig genaamd 'Stanley' dat in 2005 de DARPA Grand Challenge en de bijbehorende prijs van 2 miljoen dollar won. Het team dat aan het project werkt bestaat uit vijftien ingenieurs van Google, waaronder Chris Urmson, Mike Montemerlo en Anthony Levandowkski, die net als Sebastian Thrun aan DARPA's wedstrijd voor autonome voertuigen hebben meegedaan.
De Amerikaanse staat Nevada nam in juni 2011 een wet aan die het gebruik van deze voertuigen regelt. Google had daarvoor gelobbyd bij de staat. Dit maakt het echter niet legaal om een autonome auto te besturen. De wet regelt dat de Nevada Department of Motor Vehicles nu verantwoordelijk is voor de veiligheidsnormen, de prestatienormen van dit type voertuigen, en het aanwijzen van locaties waar autonome voertuigen getest mogen worden. Google heeft nu voor drie auto's een licentie, waaraan strikte voorwaarden worden gesteld. Zo hebben de auto's rode nummerplaten met daarop een lemniscaat, het symbool van oneindigheid. Tevens moeten er twee bestuurders zijn; een chauffeur die te allen tijde de besturing kan overnemen en een technisch bestuurder die met een laptop de techniek in de gaten kan houden.

## Beschrijving
Het ontwikkelde systeem combineert gegevens van Google Street View met kunstmatig intelligente software die input van een reeks sensoren op het voertuig verwerkt. Die set sensoren bestaat uit een aantal videocamera's in de auto, een LIDAR-sensor boven op het voertuig, radarsensoren aan de voorkant van de auto en een positiesensor die gemonteerd wordt aan een van de zijwielen van de auto om de auto bewust te maken van zijn positie op de kaart. 
Sinds 2010 heeft Google met een vloot van zeven auto's ruim een miljoen kilometer gereden zonder tussenkomst van een menselijke chauffeur. Verder hebben de auto's nog eens ruim tweehonderdduizend kilometer gereden met de hulp van menselijke bestuurders. Google verwacht dat zelfrijdende auto's de veiligheid van het verkeer kunnen vergroten en het aantal verkeersslachtoffers naar beneden zullen brengen, terwijl het ruimte- en energieverbruik van auto's omlaag zal gaan.
Het team dat het voertuig ontwikkelt heeft een vloot van zeven testvoertuigen, bestaande uit zes Toyota Prius en een Audi TT, elk met een van de twaalf chauffeurs van onbesproken rijgedrag achter het stuur en een Google-ingenieur in de bijrijdersstoel. De auto's hebben een aantal van San Francisco's beroemde plaatsen aangedaan zoals Lombard Street, die beroemd staat om zijn steile en scherpe bochten. Daarnaast hebben de voertuigen de Golden Gate Bridge overgestoken, gereden over de Pacific Coast Highway, en zijn ze om Lake Tahoe heen gereden. Het systeem houdt zich daarbij aan de snelheidsregels, die het opslaat in zijn database. Het houdt zijn afstand tot andere voortuigen door middel van de set sensoren waarover het beschikt. In noodgevallen kan een menselijke bestuurder de controle over de auto nemen door te remmen of te sturen, zoals dat bij veel cruise control-systemen ook het geval is.